# Streltja
Streltja (bulgariska: Стрелча) är en ort i Bulgarien.   Den ligger i kommunen Obsjtina Streltja och regionen Pazardzjik, i den centrala delen av landet, 80 km öster om huvudstaden Sofia. Streltja ligger 511 meter över havet och antalet invånare är 4 545.
Terrängen runt Streltja är kuperad. Närmaste större samhälle är Panagjurisjte, 10,9 km väster om Streltja.
Omgivningarna runt Streltja är en mosaik av jordbruksmark och naturlig växtlighet. Runt Streltja är det ganska glesbefolkat, med 29 invånare per kvadratkilometer.